# Black Star Burger
Black Star Burger — российская сеть ресторанов быстрого питания. Бургерными управляет компания «Блэк стар фудс».

## История
Первый ресторан сети Black Star Burger открылся 17 сентября 2016 года в Москве на Новом Арбате. Инвестиции в его открытие составили 20 млн рублей (а «отбили деньги», по словам одного из основателей, всего за три месяца). Очередь, образовавшаяся при открытии ресторана, попала в Книгу рекордов России «за самое большое количество танцующих людей в ней» (величина этой «танцующей очереди» составила 668 человек).
Бургерные сделали своей «визитной карточкой» черные одноразовые перчатки, прилагающиеся к бургерам с целью, чтобы не испачкать ими руки при еде.
В конце марта 2017 года на Цветном бульваре в Москве открылся второй ресторан.
19 сентября 2017 года состоялось открытие ресторана в Грозном на проспекте Путина, в церемонии открытия принимал участие глава Чечни Рамзан Кадыров. В дальнейшем этот ресторан был передан чеченским предпринимателям Мовсади Альвиеву и его партнёру Ахмаду Айдамирову, а компания Тимати «Блэк стар фудс» полностью вышла из бизнеса в Чечне.
В июле 2017 года генеральный директор холдинга Black Star Павел Курьянов утверждал, что сеть станет лидером по финансовым результатам года, которые должны превысить 1 млрд рублей.
К июню 2018 года в сеть входило 9 ресторанов, однако ресторан в Воронеже находился под угрозой закрытия из-за претензий Роспотребнадзора к санитарно-эпидемиологическому состоянию.
Один из основателей сети Павел Курьянов заявил, что репутационный ущерб всему бизнесу Тимати нанес провал его клипа «Москва», выпущенного в поддержку мэра Москвы Сергея Собянина. При этом данный трек, получивший 1 млн дизлайков за двое суток, имел связь с Black Star Burger, так как наряду со строками «Не хожу на митинги, не втираю дичь», содержал также строчку «Хлопну бургер за здоровье Собянина». Как утверждает Курьянов, в результате «меньше людей стали ходить в бургерные».
В 2020 году сообщалось, что товарный знак Black Star Burger было решено заложить Сбербанку с целью получения кредита на развитие новых ресторанов.
В условиях карантина, связанного с пандемией COVID-19, число посетителей ресторанов существенно сократилось, и рестораны сети стали закрываться по всей России уже в 2020 году. Сообщалось, что вместо закрытых заведений планируется открывать точки общепита поменьше.
По франшизе Black Star Burger на февраль 2021 года было открыто около 100 ресторанов в 8 странах мира (кроме России, это США, Беларусь, Казахстан, Узбекистан, Азербайджан, Армения, Киргизия и Молдавия). Тем не менее, как сообщает buybrand.ru, после череды закрытий в том же 2021 году список ресторанов Black Star Burger в августе 2021 г. уже насчитывает не более 60 заведений.
В 2023 году Black Star Burger создал эксклюзивный бургер к 8 марта «Весенний вайб» в коллаборации с Яндекс.Едой. Совладелец сети ресторанов Black Star Burger Юрий Левитас прокомментировал сотрудничество так:
8 марта – самый трепетный праздник в году, когда хочется порадовать наших близких и дорогих девушек чем-то особенным. Именно поэтому мы совместно с сервисом доставки «Яндекс.Еда» разработали бургер «Весенний вайб», который будет эксклюзивно доступен для заказа с 6 по 8 марта по всей Москве. Мы старались найти такое сочетание, которое сможет по-настоящему удивить и создать атмосферу приближающегося тепла и весны. «Весенний вайб» –  отличный лайфхак для тех, кто еще не успел определиться с подарком.

## Меню
Меню Black Star Burger включает в себя несколько видов бургеров (от 77 руб до 1090 руб.) из говядины или мяса индейки стандарта халяль, куриные крылья, картофель фри.
Также есть отдельная линейка премиальных бургеров из мраморной говядины Black Angus.

## Собственники и руководство
Управлением сети закусочных занимается совместное предприятие ООО «Блэк стар фудс», в котором пост генерального директора занимает Юрий Левитас. Ему и его структурам суммарно принадлежит 49 % компании, остальное — по 17 % — у Тимати, Павла Курьянова и Чассем Нзале Трифен Вальтеру (партнера Black Star Inc.).

## Отзывы
Forbes.ru критикует франшизу за то, что «обещания франчайзера не всегда совпадают с реальностью: стартовые вложения часто выходят за рамки озвученных, а прибыль у опрошенных Forbes партнеров не дотягивает даже до нижней границы прописанных в бизнес-плане цифр».